# Marat Imangaliyev
Marat Imangaliyev est un joueur kazakh de volley-ball né le 17 mars 1980. Il mesure 1,98 m et joue réceptionneur-attaquant. Il totalise 14 sélections en équipe du Kazakhstan.

## Clubs
| Club             | Pays       | De        | À         |
| ---------------- | ---------- | --------- | --------- |
| Rahat Almaty     | Kazakhstan | …         | 2007-2008 |
| Rennes Volley 35 | France     | 2008-2009 | 2008-2009 |